# Deniz Öncü
Deniz Öncü (Alanya, Provincia de Antalya, Turquía, 26 de julio de 2003) es un piloto de motociclismo turco que participa en el Campeonato Mundial de Moto2 con el Red Bull KTM Ajo.

## Biografía
Deniz Öncü tiene un hermano llamado Can Öncü, también piloto de motociclismo y nacido en 2003. Ambos corrieron juntos en la Idemitsu Asian Talent Cup, Red Bull MotoGP Rookies Cup y en el FIM CEV Moto3 Junior World Championship.
Deniz Öncü debutó junto a su hermano en la Red Bull MotoGP Rookies Cup en 2017. En la temporada consiguió dos victorias, ganó la primera carrera en Alemania y la segunda carrera de la República Checa, además terminó ocho carreras dentro del top-ten. Terminó la temporada en la cuarta posición con 135 puntos, 30 puntos menos que su hermano Can quien finalizó tercero con 165 puntos. A raíz de estas actuaciones el Red Bull KTM Ajo fichó a los hermanos Öncü en su equipo júnior.
En 2018 compagino el la Red Bull MotoGP Rookies Cup con en el FIM CEV Moto3 Junior World Championship. En la Red Bull MotoGP Rookies Cup, consiguió tres victorias, una en Alemania y dos en Aragón, además de un podio en la carrera dos de Alemania y en la carrera dos de Jerez. Mientras que en el FIM CEV Moto3 Junior World Championship solo pudo entrar cuatro veces en el top-ten en la temporada. En la Red Bull MotoGP Rookies Cup terminó segundo detrás de su hermano Can y en el FIM CEV Moto3 Junior World Championship terminó en la 14.º posición.
En 2019 se centró en el FIM CEV Moto3 Junior World Championship, no tuvo el mejor comenzó no sumo puntos en las primeras tres carreras a pesar de eso consiguió su primera pole position en Cataluña. Además debutó en el Campeonato Mundial de Moto3 corriendo como wildcard en los Grandes Premios de la República Checa y Austria, siendo compañero de equipo de su hermano Can en esos grandes premios. Deniz terminó en la 18.ª posición en la República Checa y en la 17.º posición en Austria. Volvió a correr en San Marino reemplazando a su hermano Can quien se lesionó la clavícula en la primera pracitca libre. Terminó el gran premio en la 16.ª posición cerca de la zona de puntos. Ante la lesión de Can el Red Bull KTM Ajo dicidió que Deniz vuelva a reemplazarlo en el Gran Premio de Aragón.
En 2021 consigue su primer podio en el mundial de motociclismo, llegando a acumular un total de tres podios en la misma temporada y también 1 pole.

## Sanciones
El 3 de octubre de 2021 es sancionado con no correr en Misano y en Portimao por causar un accidente múltiple durante el GP de las Américas celebrado en Austin, Texas.

## Resultados

### Red Bull MotoGP Rookies Cup
(Carreras en Negro indican pole position, Carreras en italics indican vuelta rápida)
| Temp. | 1       | 2     | 3      | 4     | 5     | 6       | 7     | 8     | 9     | 10    | 11    | 12    | 13    | Pos. | Pts. |
| ----- | ------- | ----- | ------ | ----- | ----- | ------- | ----- | ----- | ----- | ----- | ----- | ----- | ----- | ---- | ---- |
| 2017  | JER Ret | JER 9 | ASS 11 | ASS 5 | SAC 1 | SAC Ret | BRN 9 | BRN 1 | RBR 8 | RBR 5 | MIS 4 | ARA 4 | ARA 6 | 4.º  | 135  |
| 2018  | JER 4   | JER 3 | MUG 6  | ASS 4 | ASS 5 | SAC 1   | SAC 2 | RBR 4 | RBR 4 | MIS 8 | ARA 1 | ARA 1 |       | 2.º  | 192  |

### FIM CEV Moto3 Junior World Championship
(Carreras en Negro indican pole position, Carreras en italics indican vuelta rápida)
| Temp. | 1      | 2       | 3       | 4      | 5       | 6       | 7      | 8      | 9     | 10     | 11      | 12      | Pos. | Pts. |
| ----- | ------ | ------- | ------- | ------ | ------- | ------- | ------ | ------ | ----- | ------ | ------- | ------- | ---- | ---- |
| 2018  | EST 24 | VAL Ret | VAL 14  | LMS 14 | CAT 9   | CAT Ret | ARA 7  | JER 7  | JER 6 | ALB 32 | VAL 24  | VAL 26  | 14.º | 39   |
| 2019  | EST 28 | VAL Ret | VAL Ret | LMS 8  | CAT Ret | CAT 8   | ARA 11 | JER 13 | JER 4 | ALB 7  | VAL Ret | VAL Ret | 12.º | 46   |

### Campeonato del Mundo de Motociclismo
Sistema de puntuación de 1993 hasta 2022:
| Posición | 1.º | 2.º | 3.º | 4.º | 5.º | 6.º | 7.º | 8.º | 9.º | 10.º | 11.º | 12.º | 13.º | 14.º | 15.º |
| Puntos   | 25  | 20  | 16  | 13  | 11  | 10  | 9   | 8   | 7   | 6    | 5    | 4    | 3    | 2    | 1    |

Sistema de puntuación desde 2023 en adelante:
| Posición       | 1.º | 2.º | 3.º | 4.º | 5.º | 6.º | 7.º | 8.º | 9.º | 10.º | 11.º | 12.º | 13.º | 14.º | 15.º |
| Puntos         | 25  | 20  | 16  | 13  | 11  | 10  | 9   | 8   | 7   | 6    | 5    | 4    | 3    | 2    | 1    |
| Carrera sprint | 12  | 9   | 7   | 6   | 5   | 4   | 3   | 2   | 1   |      |      |      |      |      |      |

#### Por categoría
| Cat.  | Temp.         | 1.er GP              | 1.er Podio    | 1.ª Victoria  | Carreras | Victorias | Podios | Poles | V.Ráp. | Pts. | CM |
| ----- | ------------- | -------------------- | ------------- | ------------- | -------- | --------- | ------ | ----- | ------ | ---- | -- |
| Moto3 | 2019–2023     | República Checa 2019 | Cataluña 2021 | Alemania 2023 | 76       | 3         | 13     | 8     | 7      | 568  | 0  |
| Moto2 | 2024-presente | Qatar 2024           | Aragón 2024   |               | 17       | 0         | 1      | 0     | 0      | 49   | 0  |
| Total | 2018-presente | 2018-presente        | 2018-presente | 2018-presente | 93       | 3         | 14     | 8     | 7      | 617  | 0  |

#### Por temporada
| Temp. | Cat.  | Moto  | Equipo              | Carreras | Victorias | Podios | Poles | V.Rap | Pts. | Pos. |
| ----- | ----- | ----- | ------------------- | -------- | --------- | ------ | ----- | ----- | ---- | ---- |
| 2019  | Moto3 | KTM   | Red Bull KTM Ajo    | 5        | 0         | 0      | 0     | 0     | 0    | NC   |
| 2020  | Moto3 | KTM   | Red Bull KTM Tech 3 | 15       | 0         | 0      | 0     | 0     | 50   | 17.º |
| 2021  | Moto3 | KTM   | Red Bull KTM Tech 3 | 16       | 0         | 3      | 1     | 0     | 95   | 11.º |
| 2022  | Moto3 | KTM   | Red Bull KTM Tech 3 | 20       | 0         | 3      | 3     | 4     | 200  | 5.º  |
| 2023  | Moto3 | KTM   | Red Bull KTM Ajo    | 20       | 3         | 7      | 4     | 3     | 223  | 4.º  |
| 2024  | Moto2 | KTM   | Red Bull KTM Ajo    | 17       | 0         | 1      | 0     | 0     | 49   | 20.º |
| 2025  | Moto2 | KTM   | Red Bull KTM Ajo    |          |           |        |       |       | *    | *    |
| Total | Total | Total | Total               | 93       | 3         | 14     | 8     | 7     | 617  |      |

- * Temporada en curso.

#### Carreras por año
| Año  | Cat.  | Moto  | 1      | 2      | 3       | 4      | 5      | 6       | 7      | 8       | 9       | 10      | 11     | 12     | 13      | 14      | 15     | 16     | 17     | 18     | 19     | 20     | 21  | 22  | Pos. | Pts. |
| ---- | ----- | ----- | ------ | ------ | ------- | ------ | ------ | ------- | ------ | ------- | ------- | ------- | ------ | ------ | ------- | ------- | ------ | ------ | ------ | ------ | ------ | ------ | --- | --- | ---- | ---- |
| 2019 | Moto3 | KTM   | QAT    | ARG    | AME     | SPA    | FRA    | ITA     | CAT    | NED     | GER     | CZE 18  | AUT 17 | GBR    | RSM 16  | ARA 24  | THA 19 | JPN    | AUS    | MAL    | VAL    |        |     |     | NC   | 0    |
| 2020 | Moto3 | KTM   | QAT 12 | SPA 25 | AND Ret | CZE 15 | AUT 8  | EST Ret | RSM 16 | ERM 7   | CAT Ret | FRA 22  | ARA 15 | TER 7  | EUR 14  | VAL 6   | POR 10 |        |        |        |        |        |     |     | 17.º | 50   |
| 2021 | Moto3 | KTM   | QAT 20 | DOH 18 | POR 15  | SPA 20 | FRA 9  | ITA Ret | CAT 3  | GER 16  | NED 15  | EST 21  | AUT 2  | GBR 8  | ARA 2   | RSM 21  | AME 5  | ERM    | ALG    | VAL 5  |        |        |     |     | 11.º | 95   |
| 2022 | Moto3 | KTM   | QAT 4  | INA 5  | ARG 14  | AME 5  | POR 4  | SPA 4   | FRA 9  | ITA 15  | CAT 5   | GER 7   | NED 9  | GBR 3  | AUT 4   | RSM 4   | ARA 4  | JPN 15 | THA 17 | AUS 2  | MAL 10 | VAL 2  |     |     | 5.º  | 200  |
| 2023 | Moto3 | KTM   | POR 10 | ARG 24 | AME 6   | SPA 9  | FRA 6  | ITA 2   | GER 1  | NED 3   | GBR 11  | AUT 1   | CAT 11 | RSM 3  | IND 14  | JPN Ret | INA 8  | AUS 1  | THA 5  | MAL 11 | QAT 3  | VAL 5  |     |     | 4.º  | 223  |
| 2024 | Moto2 | Kalex | QAT 15 | POR 20 | AME 22  | SPA 14 | FRA 18 | CAT 19  | ITA 13 | NED INJ | GER INJ | GBR INJ | AUT 11 | ARA 3  | RSM 19  | ERM Ret | INA 9  | JPN 17 | AUS 21 | THA 10 | MAL 7  | SLD 21 |     |     | 20.º | 49   |
| 2025 | Moto2 | KTM   | THA 12 | ARG 14 | AME Ret | QAT 2  | SPA 5  | FRA 17  | GBR 19 | ARA 1   | ITA 6   | NED Ret | GER 1  | CZE 13 | AUT INJ | HUN     | CAT    | RSM    | JPN    | INA    | AUS    | MAL    | POR | VAL | 7.º  | 100  |

| Color     | Resultado                                                               |
| --------- | ----------------------------------------------------------------------- |
| Oro       | Ganador                                                                 |
| Plata     | 2.ª plaza                                                               |
| Bronce    | 3.ª plaza                                                               |
| Verde     | Finalizó en los puntos                                                  |
| Azul      | Finalizó sin puntos                                                     |
| Azul      | NC - No clasificado                                                     |
| Violeta   | Ret - No terminó (Carrera)                                              |
| Rojo      | DNQ - No se clasificó                                                   |
| Negro     | DSQ - Descalificado                                                     |
| Blanco    | DNS - No empezó (carrera)                                               |
| Blanco    | WD - Retirado (fin de semana)                                           |
| Blanco    | C - Carrera cancelada                                                   |
| Sin color | DNP - Inscrito pero no participó                                        |
| Sin color | INJ - Lesionado                                                         |
| Sin color | EX - Excluido                                                           |
| Estado    | Resultado                                                               |
| Negrita   | Pole position                                                           |
| Cursiva   | Vuelta rápida                                                           |
| †         | Abandona, pero clasifica al completar el porcentaje requerido para ello |